# Phares de Saugatuck Harbor

Les phares de Saugatuck Harbor (en anglais : Saugatuck Harbor Light), sont une paire de phares du lac Michigan, situé à l'embouchure de la  rivière Kalamazoo devant le port de Saugatuck, dans le Comté d'Allegan, Michigan.

## Historique
Deux feux de quai avaient été établis en 1909 (jetée sud) et 1914 (jetée nord) sur les brise-lames protégeant l'entrée de la rivière au nord-ouest de Saugatuck. En 2011, ils ont été remplacés par deux tours cylindriques « D9 » peintes en blanc, la tour de la jetée nord avec une seule bande verte et la tour de la jetée sud avec une seule bande rouge.
Identifiant  : ARLHS : USA-1266 (nord) et 1266 (sud) ; USCG :  7-19450 (nord) et 7-19445 (sud).

### Lien connexe
- Liste des phares au Michigan